# MTV Europe Music Awards 2002
Церемонія нагородження MTV Europe Music Awards 2002 відбулася в Палау-Сант-Жорді, Барселона, Іспанія.
Шоу включало виконання Крістіною Агілерою за участі Redman пісні «Dirrty» на боксерському рингу. Також виступили Pink, Bon Jovi та Foo Fighters, а Coldplay та Eminem вперше дебютували на MTV Europe Music Awards.
Переможцями вечора стала Дженніфер Лопес, яка перемогла у номінації Найкраща співачка другий рік поспіль.
Нагороди вручали Кайлі Міноуг, Памела Андерсон, Софі Елліс-Бекстор, Джейд Джаггер, Пірс Броснан, Анастейша, Рейчел Робертс та Melanie C.

## Номінації
Переможців виділено Жирним.

### Найкраща пісня
- Енріке Іглесіас — «Hero[en]»
- Неллі — «Hot in Herre[en]»
- Nickelback — «How You Remind Me[en]»
- Pink — «Get the Party Started[en]»
- Шакіра — «Whenever, Wherever»

### Найкраще відео
- Basement Jaxx — «Where's Your Head At[en]»
- Eminem — «Without Me»
- Primal Scream[en] — «Miss Lucifer»
- Röyksopp — «Remind Me[en]»
- The White Stripes — «Fell in Love with a Girl[en]»

### Найкращий альбом
- Eminem — The Eminem Show
- Coldplay — A Rush of Blood to the Head
- Кайлі Міноуг — Fever
- No Doubt — Rock Steady[en]
- Pink — Missundaztood

### Найкраща співачка
- Дженніфер Лопес
- Кайлі Міноуг
- Pink
- Шакіра
- Брітні Спірс

### Найкращий співак
- Eminem
- Енріке Іглесіас
- Ленні Кравіц
- Неллі
- Роббі Вільямс

### Найкращий гурт
- Coldplay
- Linkin Park
- No Doubt
- Red Hot Chili Peppers
- U2

### Найкращий новий виконавець
- The Calling[en]
- Авріл Лавін
- Röyksopp
- Шакіра
- The Strokes

### Найкращий поп-виконавець
- Анастейша
- Енріке Іглесіас
- Кайлі Міноуг
- Pink
- Шакіра

### Найкращий танцювальний проєкт
- Софі Елліс-Бекстор
- DB Boulevard[en]
- Кайлі Міноуг
- Moby
- Röyksopp

### Найкращий рок-виконавець
- Bon Jovi
- Coldplay
- Nickelback
- Red Hot Chili Peppers
- U2

### Найкращий хард-рок виконавець
- Korn
- Linkin Park
- P.O.D.
- Puddle of Mudd[en]
- System of a Down

### Найкращий R&B-виконавець
- Ашанті
- Бейонсе
- Мері Джей Блайдж
- Аліша Кіз
- Дженніфер Лопес

### Найкращий хіп-хоп виконавець
- Busta Rhymes
- Eminem
- Ja Rule
- Неллі
- P. Diddy

### Найкращий концертний виконавець
- Depeche Mode
- Korn
- Ленні Кравіц
- Red Hot Chili Peppers
- U2

### Вебнагорода[en]
- Black Rebel Motorcycle Club[en] (www.blackrebelmotorcycleclub.com [Архівовано 14 вересня 2020 у Wayback Machine.])
- David Bowie (www.davidbowie.com [Архівовано 18 жовтня 1996 у Wayback Machine.])
- Linkin Park (www.linkinpark.com [Архівовано 24 лютого 2011 у Wayback Machine.])
- Moby (www.moby.com [Архівовано 30 січня 2009 у Wayback Machine.])
- U2 (www.u2.com [Архівовано 8 лютого 2011 у Wayback Machine.])

### Free Your Mind[en]
- FARE

## Регіональні номінації
Переможців виділено Жирним.

### Найкращий голландський виконавець[en]
- Brainpower[en]
- Di-Rect[en]
- Kane[en]
- Сіта[en]
- Tiësto

### Найкращий французький виконавець[en]
- Девід Гетта
- Indochine
- MC Solaar
- Pleymo
- Saïan Supa Crew[en]

### Найкращий німецький виконавець[en]
- Die Toten Hosen
- Герберт Грьонемайер
- Ксав'єр Найду[en]
- No Angels
- Sportfreunde Stiller[en]

### Найкращий італійський виконавець[en]
- Articolo 31[en]
- Тіціано Ферро
- Planet Funk
- Франческо Ренга[en]
- Subsonica

### Найкращий скандинавський виконавець[en]
- The Crash[en]
- The Hives
- Kent
- Röyksopp
- Saybia[en]

### Найкращий польський виконавець[en]
- Blue Café[en]
- Futro
- Myslovitz
- T.Love
- Wilki

### Найкращий румунський виконавець[en]
- Animal X[en]
- BUG Mafia
- Class
- Partizan[en]
- Zdob și Zdub

### Найкращий російський виконавець
- Ariana
- Дискотека Авария
- Епідемія
- Каста
- t.A.T.u.

### Найкращий іспанський виконавець[en]
- Amaral[en]
- Енріке Банбері[en]
- El Canto del Loco[en]
- Енріке Іглесіас
- Sôber[en]

### Найкращий британський-ірландський виконавець
- Atomic Kitten
- Coldplay
- Ms. Dynamite[en]
- Sugababes
- Underworld[en]

## Виступи

### Розігрів
- t.A.T.u. — «All the Things She Said[en]»

### Головне шоу
- Röyksopp — «Remind Me[en] / Poor Leno[en]»
- Pink — «Get the Party Started[en] / Don't Let Me Get Me[en] / Just Like a Pill[en]»
- Eminem — «Cleanin' Out My Closet[en] / Lose Yourself[en]»
- Foo Fighters — «All My Life[en]»
- Christina Aguilera (за участі Redman) — «Dirrty[en]»
- Whitney Houston — «Whatchulookinat[en]»
- Bon Jovi — «Everyday[en]»
- Енріке Іглесіас — «Maybe[en] / Love to See You Cry[en]»
- Coldplay — «In My Place[en]»
- Роббі Вільямс — «Feel[en]»
- Вайклеф Жан (за участі City High[en] та Луна[en]) — «Pussycat»
- Moby — «In My Heart[en] / Bodyrock[en]»

## Учасники шоу
- Памела Андерсон та Вайклеф Жан — оголошення переможця у номінації Найкращий гурт
- Джейд Джаггер[en] та Фаррелл Вільямс — оголошення переможця у номінації Найкращий R&B-виконавець
- Софі Елліс-Бекстор та Голлі Валанс[en] — оголошення переможця у номінації Найкращий поп-виконавець
- Пірс Броснан — оголошення переможця у номінації Найкращий співак
- Ронан Кітінг[en] та Естер Каньядас[en] — Найкращий концертний виконавець
- Нік Картер та Рейчел Робертс[en] — оголошення переможця у номінації Вебнагорода[en]
- Dolce & Gabbana та Сара Монтьель — оголошення переможця у номінації Найкраща співачка
- Moby та Ms. Dynamite[en] — оголошення переможця у номінації Найкращий новий виконавець
- Анастейша та Melanie C — оголошення переможця у номінації Найкраща пісня
- Кайлі Міноуг — оголошення переможця у номінації Найкращий хард-рок виконавець
- t.A.T.u. та The Calling[en]— оголошення переможця у номінації Найкращий танцювальний проєкт
- Marilyn Manson та Келіс — оголошення переможця у номінації Найкращий хіп-хоп виконавець
- Патрік Клюйверт — оголошення переможця у номінації Free Your Mind[en]
- Las Ketchup та Тіціано Ферро — оголошення переможця у номінації Найкращий рок-виконавець
- Sugababes та Патрік Клюйверт — оголошення переможця у номінації Найкращий альбом
- Жан-Поль Готьє та Руперт Еверетт — оголошення переможця у номінації Найкраще відео